# Општи избори у СР Босни и Херцеговини 1990.
Општи избори у СР Босни и Херцеговини 1990. су одржани 18. новембра. Док је 2. децембра одржан други круг избора за посланике у Вијећу општина.
Ово су били први вишестраначки избори после краја комунистичког режима у СФРЈ. Ове изборе победиле су тзв. националне странке: Странка демократске акције, Српска демократска странка и Хрватска демократска заједница Босне и Херцеговине. Ове три странке су након избора постигле договор и расподелиле власт. Председник Председништва републике је постао Муслиман Алија Изетбеговић (СДА), председник скупштине Србин Момчило Крајишник (СДС) а председник владе Хрват Јуре Пеливан (ХДЗ БиХ). Ова антикомунистичка коалиција је задржала власт до почетка грађанског рата 1992.

## Резултати

### Предсједништво

#### Муслимани (2 члана)
| Кандидат           | Странка                           | Гласови   | %     |
| ------------------ | --------------------------------- | --------- | ----- |
| Фикрет Абдић       | Странка демократске акције        | 1.045.539 | 32,69 |
| Алија Изетбеговић  | Странка демократске акције        | 879.266   | 27,49 |
| Нијаз Дураковић    | Савез комуниста БиХ - СДП         | 558.263   | 17,46 |
| Џемал Соколовић    | Савез реформских снага за БиХ     | 183.171   | 5,73  |
| Назиф Гљива        | Савез социјалистичке омладине     | 133.587   | 4,18  |
| Фејсал Хрустановић | Савез комуниста БиХ - СДП         | 122.002   | 3,82  |
| Ђевад Хазнадар     | Савез реформских снага за БиХ     | 120.560   | 3,77  |
| Бахрудин Биједић   | Независни                         | 104.335   | 3,26  |
| Адил Зулфикарпашић | Муслиманска бошњачка организација | 51.225    | 1,60  |
| Укупно             | Укупно                            | 3.197.948 | 100   |

#### Срби (2 члана)
| Кандидат          | Странка                       | Гласови   | %     |
| ----------------- | ----------------------------- | --------- | ----- |
| Биљана Плавшић    | Српска демократска странка    | 573.812   | 22,16 |
| Никола Кољевић    | Српска демократска странка    | 556.218   | 21,48 |
| Ненад Кецмановић  | Савез реформских снага за БиХ | 500.783   | 19,34 |
| Мирко Пејановић   | Савез комуниста БиХ - СДП     | 335.392   | 12,96 |
| Никола Стојановић | Савез комуниста БиХ - СДП     | 238.377   | 9,21  |
| Ђорђе Латиновић   | Савез социјалистичке омладине | 223.044   | 8,61  |
| Ранко Зрилић      | Савез реформских снага за БиХ | 161.910   | 6,25  |
| Укупно            | Укупно                        | 2.589.536 | 100   |

#### Хрвати (2 члана)
| Кандидат       | Странка                                            | Гласови   | %     |
| -------------- | -------------------------------------------------- | --------- | ----- |
| Стјепан Кљуић  | Хрватска демократска заједница Босне и Херцеговине | 473.002   | 22,23 |
| Фрањо Борас    | Хрватска демократска заједница Босне и Херцеговине | 416.629   | 19,58 |
| Иво Комшић     | Савез комуниста БиХ - СДП                          | 353.707   | 16,62 |
| Зоран Перковић | Савез комуниста БиХ - СДП                          | 290.333   | 13,65 |
| Фрањо Бошковић | Савез реформских снага за БиХ                      | 250.099   | 11,75 |
| Тадеј Матељан  | Савез реформских снага за БиХ                      | 213.516   | 10,03 |
| Мартин Рагуж   | Савез социјалистичке омладине                      | 130.428   | 6,13  |
| Укупно         | Укупно                                             | 2.127.714 | 100   |

#### "Југословени" (1 члан)
| Кандидат         | Странка                       | Гласови   | %     |
| ---------------- | ----------------------------- | --------- | ----- |
| Ејуп Ганић       | Странка демократске акције    | 709.891   | 43,11 |
| Иван Черешњеш    | Српска демократска странка    | 362.681   | 22,02 |
| Јосип Пејаковић  | Савез реформских снага за БиХ | 317.978   | 19,31 |
| Златко Лагумџија | Савез комуниста БиХ - СДП     | 194.723   | 11,82 |
| Аземина Вуковић  | Савез социјалистичке омладине | 61.542    | 3,74  |
| Укупно           | Укупно                        | 1.646.815 | 100   |

### Вијеће грађана Скупштине СР БиХ
| Партија                                    | Гласови   | %    | Мандати |
| ------------------------------------------ | --------- | ---- | ------- |
| Странка демократске акције                 | 711.075   | 31,5 | 43      |
| Српска демократска странка                 | 590.431   | 26,1 | 34      |
| Хрватска демократска заједница БиХ         | 362.855   | 16,1 | 21      |
| Савез комуниста - СДП                      | 278.027   | 12,3 | 15      |
| Савез реформских снага за БиХ              | 201.018   | 8,9  | 12      |
| Савез социјалистичке омладине - Зелени БиХ | 39.982    | 1,8  | 2       |
| Демократски социјалистички савез           | 31.623    | 1,4  | 1       |
| Муслиманска бошњачка организација          | 25.975    | 1,2  | 2       |
| Остали                                     | 17.522    | 0.8  | 0       |
| Неважећи                                   | 80.219    | –    | –       |
| укупно                                     | 2.338.727 | 100  | 130     |
| Извор: Nohlen & Stöver                     |           |      |         |

### Вијеће општина Скупштине СР БиХ
Први круг: 18. новембар - Други круг: 2. децембар
| Партија                            | Гласови   | %    | Мандати |
| ---------------------------------- | --------- | ---- | ------- |
| Странка демократске акције         | 788.616   | 30,8 | 43      |
| Српска демократска странка         | 624.951   | 24,4 | 38      |
| Хрватска демократска заједница БиХ | 383.279   | 15,0 | 23      |
| Савез комуниста - СДП              | 378.198   | 14,8 | 4       |
| Савез реформских снага за БиХ      | 281.436   | 11,0 | 1       |
| Српски покрет обнове               | 4.217     | 0,2  | 1       |
| Остали                             | 96.650    | 3,8  | 0       |
| Неважећи                           | 83.623    | –    | –       |
| укупно                             | 2.640.970 | 100  | 110     |
| Извор: Nohlen & Stöver             |           |      |         |